# Tipus de lletra PostScript
Els tipus de lletra PostScript són fitxers de tipus de lletra codificats amb especificacions de tipus de lletra de contorn desenvolupades per Adobe Systems per a la composició digital professional. Aquest sistema utilitza el format de fitxer PostScript per codificar la informació de la font.
Els "tipus de lletra PostScript" també es poden utilitzar per separat per referir-se a un conjunt bàsic de tipus de lletra inclòs com a estàndards al sistema PostScript, com ara Times New Roman, Helvetica i Avant Garde.

## Història
Els tipus de lletra Type 1 i Type 3, tot i que van ser introduïts per Adobe el 1984 com a part del llenguatge de descripció de pàgines PostScript, no van tenir un ús generalitzat fins al març de 1985, quan es va introduir la primera impressora làser que va utilitzar el llenguatge PostScript, l' Apple LaserWriter .
Fins i tot aleshores, l'any 1985, els tipus de lletra d'esquema només residien a la impressora i la pantalla utilitzava tipus de lletra de mapa de bits com a substituts dels tipus de lletra d'esquema.
Tot i que originàriament formaven part de PostScript, els tipus de lletra tipus 1 utilitzaven un conjunt simplificat d'operacions de dibuix en comparació amb el PostScript normal (es van eliminar elements programàtics com ara bucles i variables, igual que PDF), però els tipus de lletra 1 van afegir "consells" per ajudar a la representació en baixa resolució. . Originalment, Adobe no va revelar els detalls del seu esquema d'indicacions i va utilitzar un esquema de xifratge (simple) per protegir els contorns i les pistes del tipus 1, que encara persisteix avui en dia (tot i que Adobe ha publicat des de llavors l'esquema i la clau de xifratge). Malgrat aquestes mesures, l'esquema d'Adobe va ser ràpidament revertit per altres actors de la indústria. No obstant això, Adobe va requerir que qualsevol persona que treballés amb tipus de lletra tipus 1 llicencia la seva tecnologia.
Els tipus de lletra de tipus 3 permetien tota la sofisticació del llenguatge PostScript, però sense l'enfocament estandarditzat d'insinuació (tot i que algunes empreses com ATF van implementar els seus propis esquemes propietaris) o un esquema de xifratge. Altres diferències van augmentar la confusió.
El cost de la llicència es va considerar molt alt en aquest moment, i Adobe va continuar amb tarifes més atractives. Va ser aquest problema el que va portar a Apple a dissenyar el seu propi sistema, TrueType, cap al 1991. Immediatament després de l'anunci de TrueType, Adobe va publicar "Adobe type 1 font format", una especificació detallada del format. Les eines de desenvolupament de fonts com Fontographer van afegir la possibilitat de crear tipus de lletra de tipus 1. Des d'aleshores, el format tipus 2 s'ha utilitzat com una base per al format OpenType modern.

## Tecnologia
Mitjançant l'ús del llenguatge PostScript (PS), els glifos es descriuen amb corbes de Bézier cúbiques (a diferència de les corbes quadràtiques de TrueType) i, per tant, es pot redimensionar un únic conjunt de glifos mitjançant transformacions matemàtiques senzilles, que després es poden enviar a un PostScript. - Impressora llesta. Com que les dades del tipus 1 són una descripció del contorn d'un glif i no una imatge ràster (és a dir, un mapa de bits), els tipus de lletra de tipus 1 s'anomenen habitualment "fonts de lletra d'esquema", a diferència dels tipus de lletra de mapa de bits. Per als usuaris que vulguin previsualitzar aquests tipus de lletra en una pantalla electrònica, les versions petites d'una font necessiten consells addicionals i antialiasing per semblar llegibles i atractives a la pantalla. Sovint es presentava en forma d'un tipus de lletra de mapa de bits addicional del mateix tipus de lletra, optimitzat per a la visualització en pantalla. En cas contrari, per previsualitzar els tipus de lletra de tipus 1 a les aplicacions de composició, es necessitava la utilitat Adobe Type Manager .

## Tipus de lletra

### Tipus 0
El tipus 0 és un format de font "compost", tal com es descriu al Manual de referència del llenguatge PostScript, 2a edició. Un tipus de lletra compost està format per un tipus de lletra d'alt nivell que fa referència a diversos tipus de lletra descendents.

### Tipus 1
El tipus 1 (també conegut com a PostScript, PostScript Type 1, PS1, T1 o Adobe Type 1) és el format de lletra per a fonts digitals d'un sol byte que s'utilitza amb el programari Adobe Type Manager i amb impressores PostScript. Pot admetre suggeriments de tipus de lletra .
Originalment era una especificació propietat, però Adobe va publicar l'especificació a fabricants de fonts de tercers sempre que tots els tipus de lletra 1 s'hi adhereixin.
Els tipus de lletra de tipus 1 són compatibles de manera nativa a Mac OS X i a Windows 2000 i posteriors mitjançant l'API GDI. (No són compatibles amb les API de Windows GDI+, WPF o DirectWrite.)
Adobe va anunciar el 27 de gener de 2021 que deixaria de suportar els tipus de lletra de tipus 1 als productes Adobe després del gener de 2023. El suport per als tipus de lletra de tipus 1 a Photoshop finalitzarà el 2021.

### Tipus 2
El tipus 2 és un format de cadena de caràcters que ofereix una representació compacta dels procediments de descripció de caràcters en un fitxer de tipus de lletra esquema. El format està dissenyat per ser utilitzat amb el format de lletra compacte (CFF). El format CFF/Type2 és la base dels tipus de lletra OpenType de tipus 1 i s'utilitza per incrustar tipus de lletra als fitxers PDF d'Acrobat 3.0 (format PDF versió 1.2).

### Tipus 3
El tipus de lletra de tipus 3 (també conegut com a PostScript Type 3 o PS3, T3 o Adobe Type 3) consta de glifs definits utilitzant el llenguatge PostScript complet, en lloc d'un subconjunt. Per això, un tipus de lletra de tipus 3 pot fer algunes coses que els tipus de lletra de tipus 1 no poden fer, com ara especificar patrons d'ombrejat, color i farciment. Tanmateix, no admet insinuar. L'Adobe Type Manager no admet els tipus de lletra de tipus 3 i no s'admeten com a fonts WYSIWYG natives a cap versió de Mac OS o Windows.

### Tipus 4
El tipus 4 és un format que s'utilitzava per fer tipus de lletra per als cartutxos de tipus de lletra de la impressora i per a l'emmagatzematge permanent al disc dur d'una impressora. Les descripcions de caràcters s'expressen en el format Tipus 1. Adobe no documenta aquest format propietari.

### Tipus 5
El tipus 5 és similar al format del tipus 4, però s'utilitza per als tipus de lletra emmagatzemats a les ROM d'una impressora PostScript. També es coneix com a font CROM (font tipus de lletra ROM comprimit).

### Tipus 9, 10 i 11
Ghostscript els va referir com a tipus de lletra CID 0, 1 i 2 respectivament, documentats als suplements d'Adobe. Els tipus 9, 10 i 11 són tipus de lletra amb clau CID per emmagatzemar els tipus 1, 3 i 42, respectivament.

### Tipus 14
El tipus 14, o el format de lletra Chameleon, s'utilitza per representar un gran nombre de tipus de lletra en una petita quantitat d'espai d'emmagatzematge, com ara la ROM de la impressora. El conjunt bàsic de tipus de lletra Chameleon consta d'un tipus de lletra mestre i un conjunt de descriptors de tipus de lletra que especifiquen com s'ha d'ajustar el tipus de lletra principal per donar el conjunt desitjat de formes de caràcter per a un tipus de lletra específic.
Adobe no documenta el format tipus 14. Es va introduir amb PostScript 3 l'any 1997, i es va reduir l'accent en anys posteriors a mesura que l'emmagatzematge es va abaratir.

### Tipus 32
El tipus 32 s'utilitza per descarregar fonts de mapa de bits a intèrprets PostScript amb el número de versió 2016 o superior. Els caràcters de mapa de bits es transfereixen directament a la memòria cau de fonts de l'intèrpret, estalviant així espai a la memòria de la impressora.

### Tipus 42
El format de lletra Type 42 és un embolcall PostScript al voltant d'un tipus de lletra TrueType, que permet a les impressores compatibles amb PostScript que contenen un rasteritzador TrueType (que es va implementar per primera vegada a la versió de l'intèrpret PostScript 2010 com a característica opcional, posteriorment estàndard) per imprimir tipus de lletra TrueType. El suport per a tipus de lletra CJK TrueType multibyte es va afegir a la versió PostScript 2015. Es diu que l'elecció fora de seqüència del número 42 és una referència en broma a The Hitchhiker's Guide to the Galaxy, on el 42 és la resposta a la vida, l'univers i tot .

## Altres
Al PDF, 14 tipus de lletra (tipus 1) es defineixen com a tipus de lletra estàndard. Inclouen els 13 estils de lletra definits per PostScript Level 1, juntament amb ITC Zapf Dingbats.
No obstant això, en versions recents d'Adobe Acrobat Reader, Helvetica i Times van ser reemplaçats internament per Arial i Times New Roman respectivament.